# Little Nymboida River
Der Little Nymboida River ist ein Fluss im Nordosten des australischen Bundesstaates New South Wales.

## Geographie
Die Quelle liegt zwei Kilometer östlich der Siedlung Lowanna, nördlich des Waterfall Way (Verbindungsstraße Armidale–Coffs Harbour) und nördlich des Bindarri-Nationalparks. Von dort fließt der Little Nymboida River durch unbesiedeltes Gebiet nach Nordwesten und mündet im Nordteil des Nymboi-Binderay-Nationalparks in den Nymboida River.

### Nebenflüsse mit Mündungshöhen
Der Fluss hat folgende Nebenflüsse:
- Mole Creek – 412 m
- Bobo River – 355 m